# Marwa El-Sherbini
Marwa El-Sherbini (en árabe: مروة الشربيني‎; Alejandría, Egipto, 7 de octubre de 1977 – Dresde, Alemania, 1 de julio de 2009) fue una farmacéutica egipcia y madre de un niño de tres años. Fue asesinada en una vista en un tribunal en Dresde, Alemania, por un hombre contra el cual había testificado por abuso verbal debido a que ella vestía un pañuelo islámico. Las circunstancias de la muerte de El-Sherbini, embarazada de tres meses, y atacada al salir del juzgado ante su hijo y esposo, que intentó defenderla y también resultó herido, produjeron extensas reacciones internacionales. El agresor subsecuentemente fue sentenciado a cadena perpetua.